# 納撒尼爾·克利夫頓
納撒尼爾·“斯威特沃特”·克利夫頓（英語：Nathaniel“ Sweetwater” Clifton，1922年10月13日—1990年8月31日）是美國職業籃球和棒球運動員。作為首批在國家籃球協會（NBA）效力的非洲裔美國人之一而最為人所知。2014年入選奈史密斯籃球名人堂。

## 職業生涯
1950年4月25日舉行的NBA選秀中，克利夫頓成為繼查克·庫珀之後第二位被選秀的美國黑人球員。他於11月4日為紐約尼克斯隊打了第一場比賽，並成為首位出現在NBA比賽中的黑人球員。在NBA的八個賽季中，克利夫頓場均得到10分和9個籃板，他並入圍1957年的NBA全明星隊。
除了籃球之外他也曾參與棒球比賽。

## 外部連結
- 納撒尼爾·克利夫頓在NBA（英语）
- 納撒尼爾·克利夫頓在Basketball-Reference.com（NBA）（英语）
- 納撒尼爾·克利夫頓在RealGM（英语）
- 納撒尼爾·克利夫頓在Proballers（英语）
- 納撒尼爾·克利夫頓在奈史密斯篮球名人纪念堂（英语）